# Branislav Niňaj
Branislav Niňaj (ur. 17 maja 1994 w Bratysławie) – piłkarz słowacki grający na pozycji środkowego obrońcy. Od 2025 jest zawodnikiem klubu FK Železiarne Podbrezová.

## Kariera klubowa
Swoją karierę piłkarską Niňaj rozpoczął w Akademii Piłkarskiej Jozefa Vengloša w wieku 8 lat. W 2010 roku został zawodnikiem bratysławskiego klubu FC Petržalka 1898. W 2011 roku zadebiutował w nim w drugiej lidze słowackiej. W FC Petržalka grał do końca sezonu 2011/2012.
W lipcu 2012 roku Niňaj przeszedł do Slovana Bratysława. Swój debiut w nim zanotował 1 marca 2013 w wygranym 4:1 domowym meczu z FC ViOn Zlaté Moravce. W sezonie 2012/2013 wywalczył ze Slovanem mistrzostwo Słowacji oraz zdobył Puchar Słowacji.
W czerwcu 2015 trafił do KSC Lokeren. W 2017 był wypożyczony z niego do Osmanlısporu, a w 2018 wypożyczono go do MŠK Žilina.
| Sezon   | Klub                  | Kraj     | Rozgrywki     | Mecze | Bramki |
| ------- | --------------------- | -------- | ------------- | ----- | ------ |
| 2010/11 | FC Petržalka 1898     | Słowacja | II liga       | 1     | 0      |
| 2011/12 | FC Petržalka 1898     | Słowacja | II liga       | 10    | 0      |
| 2012/13 | Slovan Bratysława     | Słowacja | Corgoň liga   | 5     | 1      |
| 2013/14 | Slovan Bratysława     | Słowacja | Corgoň liga   | 31    | 4      |
| 2014/15 | Slovan Bratysława     | Słowacja | Corgoň liga   | 22    | 1      |
| 2015/16 | KSC Lokeren           | Belgia   | Eerste klasse | 18    | 0      |
| 2016/17 | KSC Lokeren           | Belgia   | Eerste klasse | 21    | 0      |
| 2017/18 | Osmanlıspor           | Turcja   | Süper Lig     | 1     | 0      |
| 2017/18 | MŠK Žilina            | Słowacja | Corgoň liga   | 0     | 0      |
| 2018/19 | Fortuna Sittard       | Holandia | Eredivisie    | 21    | 3      |
| 2019/20 | Fortuna Sittard       | Holandia | Eredivisie    | 24    | 0      |
| 2020/21 | Fortuna Sittard       | Holandia | Eredivisie    | 8     | 0      |
| 2020/21 | Sepsi Sfântu Gheorghe | Rumunia  | I Liga        | 17    | 0      |
| 2021/22 | Sepsi Sfântu Gheorghe | Rumunia  | I Liga        | 25    | 1      |
| 2022/23 | Sepsi Sfântu Gheorghe | Rumunia  | I Liga        | 34    | 0      |
| 2023/24 | Sepsi Sfântu Gheorghe | Rumunia  | I Liga        | 3     | 0      |

## Kariera reprezentacyjna
W reprezentacji Słowacji Niňaj zadebiutował 19 listopada 2013 w zremisowanym 0:0 towarzyskim meczu z Gibraltarem, rozegranym w Faro.